# Jerzy Stanisław Polaczek
Jerzy Stanisław Polaczek (ur. 3 listopada 1905 w Chabówce w Polsce, zm. 18 lutego 1982 w Czeskim Cieszynie) – polski dziennikarz, publicysta, poeta.

## Życiorys
Polaczek był absolwentem szkoły podstawowej w swoim mieście rodzinnym, później się rodzina przeprowadziła do Krakowa, gdzie studiował w gimnazjum, następnie pracował w Centralnym Warsztacie Wojsk Kolejowych.
Jako dziennikarz pracował w gazecie Głos Narodu, a także współpracował z innymi czasopismami (np. Dzwon Niedzielny, Gazeta Literacka, Kurier Literacko-Naukowy, Kurier Kobiecy, Pittsburczanin, Tempo Dnia, po wojnie np. Poglądy) i w Czechosłowacji (Archa). Był redaktorem naczelnym gazety Dziennik Polski i aktywnie pracował w Śląskim Związku Literacko-Artystycznym, którego był współzałożycielem w 1937 r.
W latach 30. i później 60.–70 XX wieku uczestniczył w życiu literackim mniejszości polskiej w Czechosłowacji. Pracował w Międzynarodowym Stowarzyszeniu Dziennikarzy w Pradze oraz jako rzecznik prasowy w konsulatach polskich w Pradze, Bratysławie i Ostrawie. Studiował nauki polityczne w Pradze.
Jego żona, Waleria  Krajičková, pochodziła z polskiej rodziny z Dąbrowej i tam Polaczek przebywał do rozpoczęcia drugiej wojny światowej.
Polaczek podczas wojny mieszkał w Krakowie. Dołączył do ruchu oporu. Po wyzwoleniu był korespondentem Polskiego Radia i dyrektorem Polskiej Agencji Prasowej w Pradze.
W 1947 roku został odznaczony czechosłowackim Orderem Białego Lwa V. klasy za zasługi obywatelskie.
W okresie powojennym, Polaczek został uznany za wroga komunizmu. Podczas pobytu w Pradze był obserwowany i zwalniany ze wszystkich stanowisk pod fałszywymi oskarżeniami. Zatrzymano go 2 lutego 1953 r.  w drodze do wydawnictwa w Krakowie, a następnie przeniesiono do Warszawy. Tam został uwięziony, przesłuchany, a także osądzony: groziła mu kara śmierci. Został skierowany do obozów pracy w Sztumie i zakładzie karnym w Strzelcach Opolskich. W 1955 roku darowano mu resztę wyroku, a pod koniec lat 50. został zrehabilitowany.
Do zawodu powrócił w 1966 r. i publikował artykuły w gazecie Głos Ziemi Cieszyńskiej. Do 1970 r. był redaktorem i redaktorem naczelnym tego czasopisma. Po przejściu na emeryturę Polaczek wrócił do Dąbrowej, gdzie został pochowany.

## Twórczość
Warszawo, miasto-męko w cierniowej koronie / niezwyciężonym Buntem przez Boga natchniona, / kiedyś na twarzy świata wstydu rumieńcem zapłoniesz / i przemówisz piorunem,  który w zgliszczach skonał

Jako poeta Polaczek był pod wpływem polskiej awangardy literackiej, szczególnie Juliana Przybosia i Juliana Tuwima. Przyjaźnił się z Jalu Kurkiem, rówieśnikiem polskiego pokolenia. Swoje pomysły czerpał ze środowiska sportowego. Miała na niego wpływ poezja Kazimierza Wierzyńskiego.
Inspiracją dla Polaczka było także środowisko górnicze. Czasami się odnosił do konfliktów etnicznych (np. w wierszu Piotr Chmura), co również zostało zauważone przez współczesną krytykę. Prozę Polaczka porównuje się także twórczością Gustawa Morcinka, który mieszkał na stałe w Skoczowie w Polsce. Znaczna liczba wierszy i rozproszonej prozy zachowanych lub sporadycznie drukowanych po 1989 r. charakteryzuje się silną wymową religijną.
Vladimír Keppert przetłumaczył na język czeski utwór Polaczka z 1933 r. pod tytułem „Żelazny Bóg”, który był inspirowany legendami indochińskimi. Wydane tomy poetyckie: „Pochód Olimpijczyków“ (1931), „Algebra zwycięstwa“ (1932), „Witraż Celsjusza” (1936).